# King’s Walden
King's Walden – wieś w Anglii, w hrabstwie Hertfordshire, w dystrykcie North Hertfordshire. Leży 20 km na północny zachód od miasta Hertford i 45 km na północ od centrum Londynu. W 2001 miejscowość liczyła 1600 mieszkańców.